# Teemu Laine
Teemu Laine (ur. 9 sierpnia 1982 w Helsinkach) – fiński hokeista, reprezentant Finlandii.

## Kariera
- Jokerit U16 (1997-1998)
- Jokerit U18 (1998-1999)
- Jokerit U20 (1999-2001)
- Jokerit (1999-2004)
  -  Kiekko-Vantaa (2001, 2002)
- Tappara (2004-2007)
- TPS (2007-2008)
- HV71 (2008-2011)
- Dynama Mińsk (2011-2013)
- Donbas Donieck (2013-2014)
- HV71 (2014-2017)

Wychowanek klubu Jokerit. Od maja 2011 do marca 2013 roku zawodnik białoruskiego klubu Dynama Mińsk. Formalnie był w klubie do 30 kwietnia 2013 i nie przedłużył kontraktu. Od 1 maja 2013 zawodnik Donbasu Donieck, związany rocznym kontraktem. Od września 2014 do 2017 ponownie zawodnik HV71. Po sezonie 2016/2017 ogłosił zakończenie kariery.

## Sukcesy

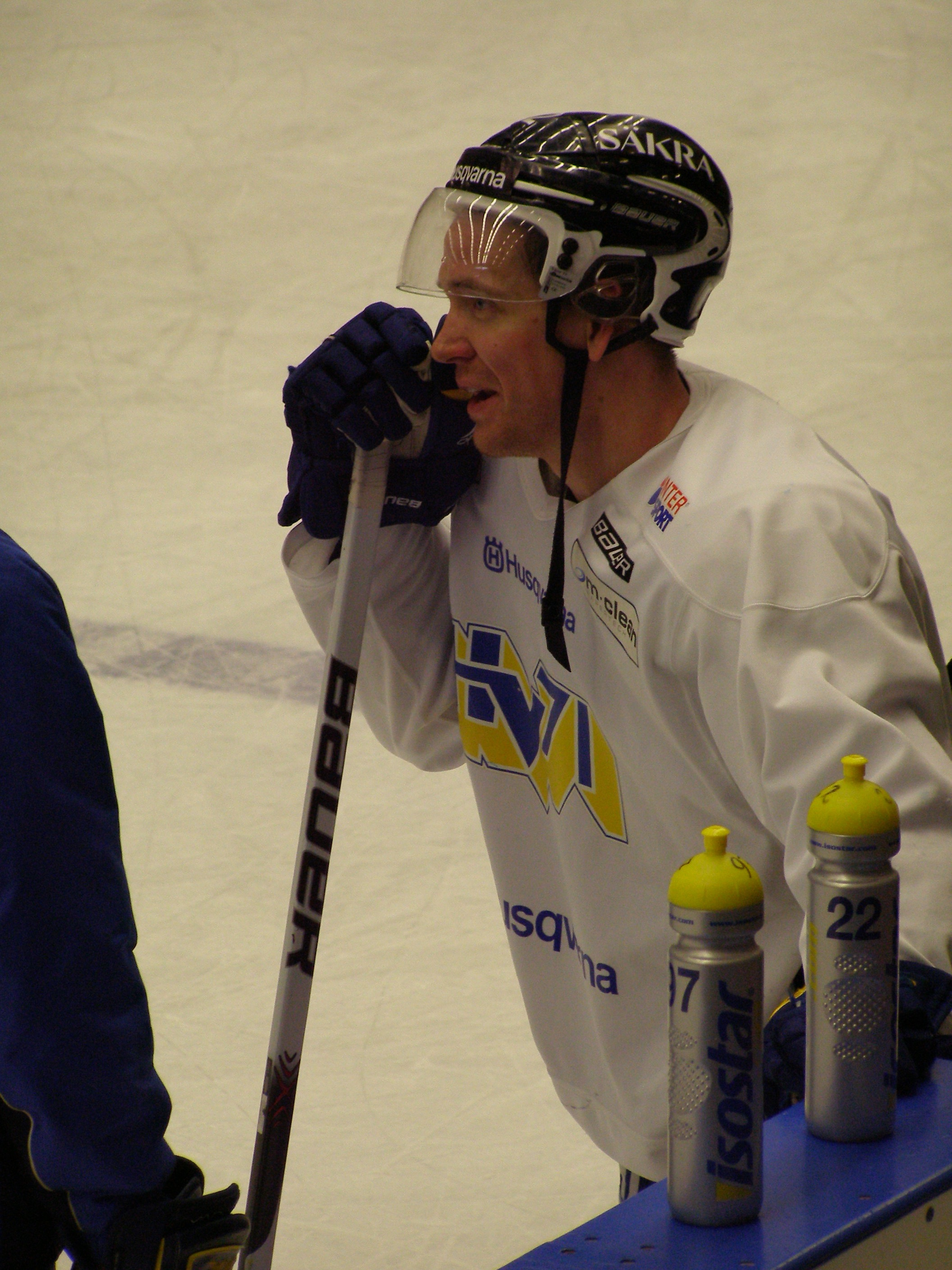
Teemu Laine w barwach HV71 (2010)

Reprezentacyjne
- Złoty medal mistrzostw świata juniorów do lat 18: 2000

Klubowe
- Srebrny medal mistrzostw Finlandii: 2000 z Jokeritem
- Złoty medal mistrzostw Finlandii: 2002 z Jokeritem
- Puchar Kontynentalny: 2003 z Jokeritem
- Srebrny medal mistrzostw Szwecji: 2009 z HV71
- Złoty medal mistrzostw Szwecji: 2010, 2017 z HV71

Indywidualne
- Elitserien 2009/2010:
  - Zdobywca przesądzającego gola o mistrzostwie Szwecji dla HV71 w piątym meczu finałowym: czas 64:19 dogrywki (24 kwietnia 2010)
- KHL (2013/2014):
  - Najlepszy napastnik – ćwierćfinały konferencji
  - Czwarte miejsce w klasyfikacji strzelców zwycięskich goli meczowych w fazie play-off: 2 gole